# Raoul Heinrich Francé
Raoul Heinrich Francé (20 de mayo de 1874 - 3 de octubre de 1943) fue un botánico y microbiólogo austrohúngaro. Conocido como filósofo natural y cultural, se distinguió como divulgador científico. Pionero de las teorías de la agricultura ecológica, su abreviatura de autor botánico es "Francé".

## Semblanza

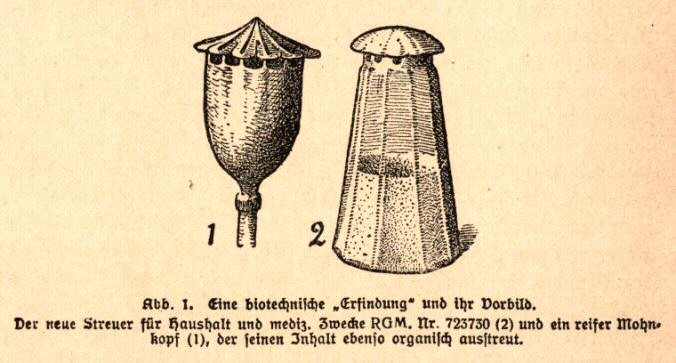
"Amapola y pimentero" (biomimesis). Imagen de su obra "Die Pflanze als Erfinder" (Las plantas como inventoras) (1920)

Raoul Heinrich Francé (nombre de nacimiento: Rudolf Heinrich Franze) nació en 1874 en Altlerchenfeld (Viena) y desde muy joven estudió como autodidacta química analítica y "Mikrotechnik" (microscopía).
A los 16 años era el miembro más joven de la Real Sociedad Científica Húngara, en cuya revista trabajó como editor adjunto desde 1893 hasta 1898. Desde 1897, estudió biología durante ocho semestres y se convirtió en estudiante con el científico húngaro experto en protozoos Geza Entz. Durante esta época, realizó catorce expediciones botánicas.
En 1898 fue nombrado subdirector del Instituto de Protección Vegetal de la Academia Agrícola de Hungría-Altenburgo, donde publicó su primera obra sobre filosofía natural. En 1902 recibió una invitación para trasladarse a Múnich, fundando en 1906 la "Deutsche Mikrologische Gesellschaft" (Compañía alemana de micrología), institución que presidió como director, ocupándose de las publicaciones de la compañía y cofundando la revista Mikrokosmos (1907).
Fue editor de otras publicaciones periódicas, como "Jahrbuch für Mikroskopiker" y "Mikrologische Bibliothek".
En 1906, Francé inició la obra monumental de ocho volúmenes "Das Leben der Pflanze" ("La vida de las plantas"), cuyos primeros cuatro volúmenes (1906-1910) son de su propia pluma. La editorial anunció el libro como "Pflanzen-Brehm" ("Plant-Brehm", después del famoso libro "Brehms Tierleben").
En 1922, publicó una versión popular de la evidencia científica sobre la biota del suelo en un cuadernillo titulado "Das Leben im Ackerboden" (Vida en el suelo).
En su ajetreada vida, escribió 60 libros y una gran variedad de artículos y de escritos de divulgación científica.
"Germs of Mind in Plants" (Gérmenes de Mente en las Plantas) fue su único libro traducido al inglés (por A. M. Simons). En el libro se rebelaba contra la botánica mecanicista, argumentando que las plantas son como los humanos porque tienen un sentido de vida y un propósito. No estaba satisfecho con el papel que ocupa la neuropsicología, pero no afirmó que las plantas pudieran sentir dolor o tener alma. El libro fue recibido negativamente, considerándolo un trabajo filosófico y no científico.
En la editorial "Walter Seifert Verlag" se encargó de publicar la revista "Telos - Halbmonatsschrift für Arbeit und Erfolg") ("Telos - Revista quincenal para el trabajo y el éxito"). Como artista gráfico de renombre, desarrolló la técnica del "punto de pluma" (Federstich), que tiene sus raíces en el grabado en cobre (Kupferstich).
A lo largo de su trayectoria profesional residió en Dinkelsbühl, Wroclaw, Salzburgo, Múnich y Dubrovnik-Ragusa. En su vida escribió muchos libros en los que anticipó muchas ideas modernas sobre cuestiones ecológicas. Francé murió de leucemia en 1943 en Budapest. Está enterrado junto con su esposa en Oberalm, Austria.

## Legado
La agricultura ecológica se basa en parte en los hallazgos de Francé, que fueron publicados en sus libros "Das Edaphon" , 1913, y "Das Leben im Ackerboden", 1922, (La vida en el suelo), así como en una serie de artículos de la revista Mikrokosmos puestos a disposición de un amplio público. Pero esta fuente científica suele estar oculta.
Su esposa, Annie Francé-Harrar, una reconocida bióloga y escritora, trabajó muchos años con él y continuó después de su muerte en 1943 partes de su trabajo científico.
Hoy Raoul H. Francé es redescubierto como el fundador de la biotécnica (ahora conocida como "biónica"). Sus libros "Das Edaphon" y "Das Leben im Ackerboden" se volvieron a publicar como reimpresiones a partir de 1959.
Muchas de sus ideas progresistas de entonces (que todavía lo son en la actualidad) solo comenzaron a ser reconsideradas a finales del siglo XX.
Tanto en Múnich como en Dinkelsbühl existen sendas calles que llevan su nombre.

## Trabajos

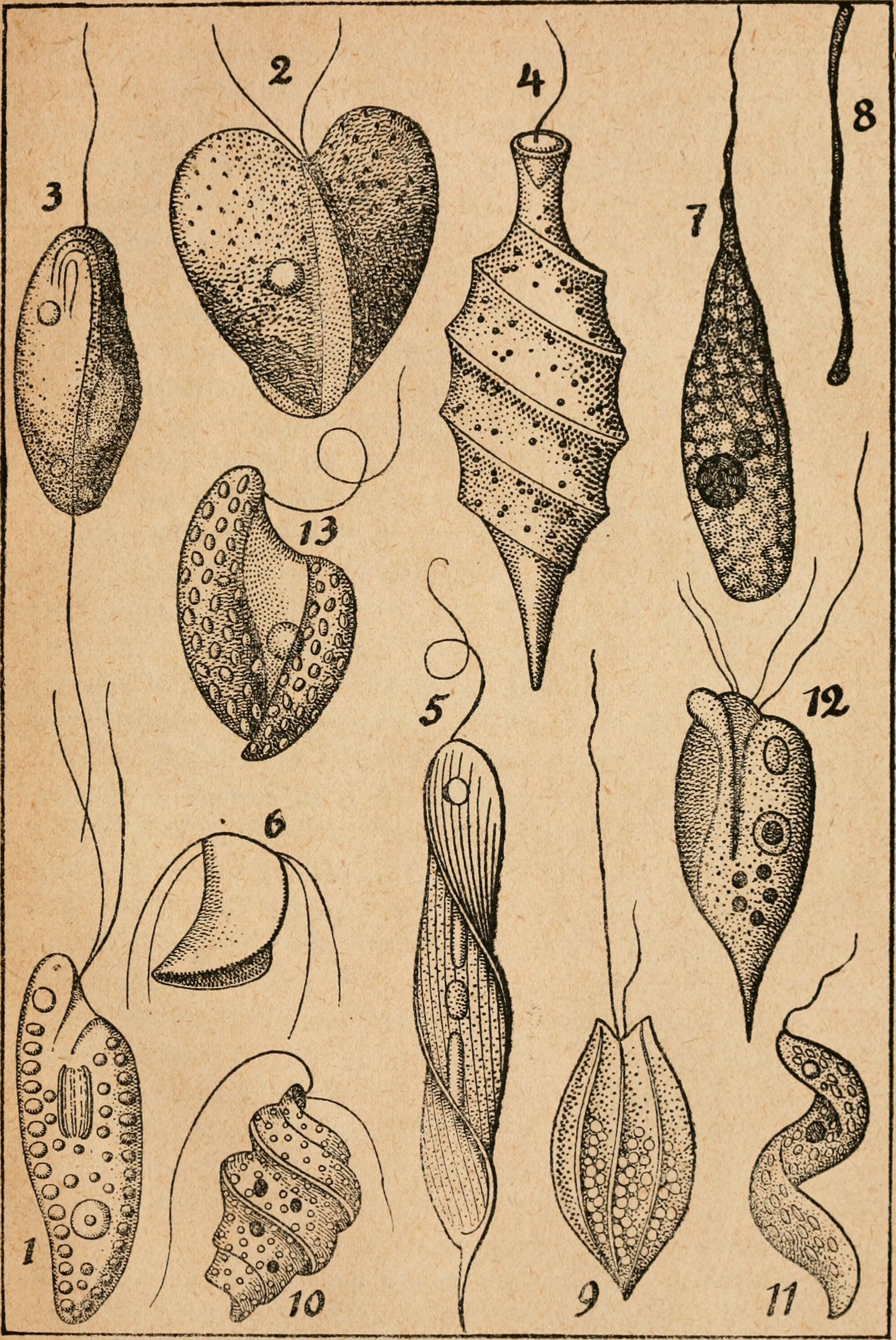
Protozoos, de su obra Die Pflanze als Erfinder (1920)

- Gérmenes de la mente en plantas. 1905.
- Das Sinnesleben der Pflanzen. 1905.
- Les sens de la plante. 2013. .
- Die Natur in den Alpen. Leipzig 1910
- Die Alpen gemeinverständlich dargestellt. Leipzig 1912
- Die silbernen Berge. Stuttgart 1912
- Die Welt der Pflanze. Berlín 1912
- Das Edaphon. Untersuchungen zur Oekologie der bodenbewohnenden Mikroorganismen. Múnich 1913.
- Die Gewalten der Erde. Berlín 1913
- Spaziergänge im Hausgarten. Leipzig 1914
- Die technischen Leistungen der Pflanzen. (Grundlagen einer objektiven Philosophie II). Leipzig 1919
- Spaziergänge im Hausgarten. Leipzig 1914
- Die technischen Leistungen der Pflanzen. (Grundlagen einer objektiven Philosophie II). Leipzig 1919
- Einführung in die wissenschaftliche Photographie. Gemeinsam mit Gambera. Stuttgart 1920
- Das Gesetz des Lebens. Leipzig 1920
- Der Weg der Kultur. Leipzig 1920
- Die Pflanze als Erfinder. Stuttgart 1920
- München. Die Lebensgesetze einer Stadt. (Grundlagen einer objektiven Philosophie III. Teil). Múnich 1920
- Zoesis. Eine Einführung in die Gesetze der Welt. Múnich 1920
- Bios. Die Gesetze der Welt. (Grundlagen einer objektiven Philosophie IV-V. Teil). Stuttgart y Heidelberg 1921
- Das Leben der Pflanze. Stuttgart 1921
- Das Leben im Ackerboden. Stuttgart 1922.
- Die Kultur von morgen. Ein Buch der Erkenntnis und der Gesundung. Dresde 1922
- Ewiger Wald. Ein Buch für Wanderer. Leipzig 1922
- Süd-Bayern. Berlín 1922
- Das wirkliche Naturbild. Dresde 1923
- Der unbekannte Mensch. Stuttgart y Heilbronn 1923
- Die Entdeckung der Heimat. Stuttgart 1923
- Die Welt als Erleben. Grundriß einer objektiven Philosophie. (Grundlagen einer objektiven Philosophie VI). Dresde 1923
- Plasmatik. Die Wissenschaft der Zukunft. Stuttgart y Heilbronn 1923
- Das Buch des Lebens. Ein Weltbild der Gegenwart. Berlín 1924
- Die Seele der Pflanze. Berlín 1924
- Grundriß einer vergleichenden Biologie. (Grundlagen einer objektiven Philosophie I). Leipzig 1924
- Richtiges Leben. Ein Buch für jedermann. Leipzig 1924
- Telos, die Gesetze des Schaffens. Dresde 1924
- Das Land der Sehnsucht. Berlín 1925
- Der Dauerwald. 1925
- Der Ursprung des Menschen. Stuttgart y Heilbronn 1926
- Bios - Die Gesetze der Welt. Taschenbuchausgabe Leipzig: Kröner 1926
- Der Weg zu mir. Der Lebenserinnerungen erster Teil. Leipzig 1927
- Phoebus. Múnich 1927
- Vom deutschen Walde. Berlín 1927
- Der Organismus. Múnich 1928
- Naturgesetze der Heimat. Viena y Leipzig 1928
- Urwald. Stuttgart 1928
- Welt, Erde und Menschheit. Berlín 1928
- Die Waage des Lebens. Eine Bilanz der Kultur. Leipzig 1929
- So musst du leben! Eine Anleitung zum richtigen Leben. Dresde 1929
- Das Leben vor der Sintflut. Berlín 1930
- Korallenwelt. Der siebente Erdteil. Stuttgart 1930
- Lebender Braunkohlenwald. Eine Reise durch die heutige Urwelt. Stuttgart 1932
- Naturbilder. Viena 1932
- Braunkohle - Sonnenkraft. Berlín 1934
- Von der Arbeit zum Erfolg. Ein Schlüssel zum besseren Leben. Dresden 1934
- Sehnsucht nach dem Süden. Gemeinsam mit Annie Francé-Harrar. Leipzig 1938
- Luft als Rohstoff. 1939
- Lebenswunder der Tierwelt. Eine Tierkunde für Jedermann. Berlin 1940
- Leben und Wunder des deutschen Waldes. Berlín 1943

## Nuevas ediciones
- "Die Entdeckung der Heimat" (El descubrimiento de la patria). Reimpresión (1923). Con una introducción de Gerhard Tenschert. Asendorf 1982
- "Das Leben im Boden. Das Edaphon" (Vida en la tierra. El Edaphon). Reimpresión (Das Edaphon 1913 y Das Leben im Ackerboden 1922). Introducción de René Roth, Ontario/Canadá, Edición Siebeneicher, Deukalion Verlag 1995

- La abreviatura «Francé» se emplea para indicar a Raoul Heinrich Francé como autoridad en la descripción y clasificación científica de los vegetales.[5]